# لوكهيد إكس بي-58 تشاين لايتنينغ
 لوكهيد إكس بي-58 تشاين لايتنينغ (Lockheed XP-58 Chain Lightning، سلسلة برق) طائرة مقاتلة أمريكية بعيدة المدى التي صممت خلال الحرب العالمية الثانية. عصممت على أساس الطائرة بي-38 لايتنينغ أكس بي-58 إلا أنها عانت من كثير من المشاكل التقنية التي استوجب إنهاء إنتاج الطائرة.

## المواصفات (XP-58)

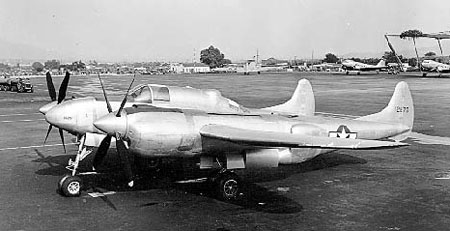
لوكهيد XP-58 سلسلة البرق عرض الجانب.

البيانات من Lockheed Aircraft since 1913
الخصائص العامة
- الطاقم: two, pilot and gunner
- الطول: 49 ft 5½ in (15.07 m)
- باع الجناح: 70 ft (21.34 m)
- الارتفاع: 16 ft (4.88 m)
- مساحة الجناح : 600 ft² (55.7 m²)
- الوزن فارغة: 31,624 lb (14,344 kg)
- وزن الإقلاع الأقصى: 39,192 lb (17,777 kg)
- محرك الطائرة: 2 × Allison V-3420 24 cylinder liquid-cooled engine, 3,000 hp (2,238 kW)  الواحد

الأداء
- السرعة القصوى: 436 mph (379 kn, 702 km/h) at 25,000 ft (7,620 m)
- سرعة العبور: 283 mph (246 kn, 455 km/h)
- مدى (طائرة): 2,650 mi (2,304 nmi, 4,265 km)
- سقف الخدمة: 38,200 ft (11,645 m)
- معدل الصعود: 2,582 ft/min (13.1 m/s)

## وصلات خارجية
```
*
```